# Ziemia odniesienia
Ziemia odniesienia – dowolny punkt na powierzchni lub w głębi ziemi, którego potencjał nie zmienia się pod wpływem prądu spływającego z rozpatrywanego uziomu. Potencjał ziemi odniesienia przyjmuje się jako równy zeru. W przypadku uziomów w postaci pojedynczych prętów, płyt, taśm itp. potencjał punktu odległego od uziomu o więcej niż 20 m przyjmuje się praktyce równy potencjałowi ziemi odniesienia. 